# Mathieu Przedpełski
Mathieu (Maciej) Jean Przedpełski (ur. 27 sierpnia 1947 w Nicei, zm. 19 września 2014) – polski operator filmowy oraz reżyser i scenarzysta filmów dokumentalnych.

## Życiorys
Ukończył Wyższą Szkołę Nauk Ekonomicznych i Prawniczych w Paryżu (1973) oraz Wydział Operatorski Państwowej Wyższej Szkoły Filmowej, Telewizyjnej i Teatralnej w Łodzi (1977). W latach 1974–1991 był autorem zdjęć do dwudziestu siedmiu filmów dokumentalnych, etiud szkolnych i widowisk telewizyjnych o tematyce społecznej, biograficznej i historycznej. Przez większość pracy zawodowej był związany z Wytwórnią Filmów Oświatowych w Łodzi.
W 1985 roku zrealizował jako reżyser i scenarzysta film dokumentalny pt. Droga - nie zastawiaj, za który rok później został nagrodzony: II Nagrodą w kategorii filmu krótkiego na Międzynarodowym Festiwalu Filmów Czerwonego Krzyża i Ochrony Zdrowia) w Warnie, Nagrodą Wydziału Kultury Urzędu Miasta Łodzi na Festiwalu Filmów Społeczno-Politycznych oraz Nagrodą za debiut reżyserski w kategorii filmu krótkometrażowego na Koszalińskim Festiwal Debiutów Filmowych "Młodzi i Film" w Koszalinie.
Został pochowany na cmentarzu parafii św. Marii Magdaleny w Sominach.

## Filmografia (filmy fabularne)
- Prom do Szwecji (1979) - zdjęcia
- ...Cóżeś ty za pani... (1979) - zdjęcia
- Dzień Wisły (1980) - zdjęcia
- Lawina (1984) - zdjęcia